# Jan Moravec
Jan Moravec (ur. 13 lipca 1987 w Svitavach) – czeski piłkarz, pomocnik Zbrojovka Brno.

## Kariera klubowa
Jako junior karierę rozpoczynał w klubie SK Rohozná, w którym grał w latach 1994–1996. W latach 1996–2001 był zawodnikiem TJ Svitavy, klubu, w którego mieście się urodził. W 2001 r. przeszedł do Bohemians 1905, z którym po zakończeniu kariery juniorskiej w 2006 r. podpisał zawodowy kontrakt. W 2009 r. trafił na krótkie wypożyczenie do SK Kladno. W 2015 trafił na wypożyczenie do MFK Karviná, a w 2016 przeszedł na stałe do tego klubu.